# 坪井安奈
坪井 安奈（つぼい あんな、1988年11月3日 - ）は、日本のタレント、編集者、広報担当者。所属事務所はサンズエンタテインメント。複業複住タレント。

## 人物
- 滋賀県甲賀郡甲西町（現・湖南市）出身。京都女子高等学校卒業。慶應義塾大学総合政策学部[1]卒業。
- 趣味はゴルフ、麻雀、ひとり旅、ホットヨガ、書道。
- 特技は英語、インタビュー、マラソン（名古屋ウィメンズマラソン2016 完走タイム 4:51:04）。
- 訪れた国は16か国。アメリカ、カナダ、タイ、韓国、イタリア、インドネシア、スリランカ、シンガポール、ベトナム、フィンランド、マレーシア、フィリピン、香港、中国、オーストラリア、ネパール。

## 略歴
- 大学1年生のときにテレビ神奈川の番組『みんなが出るテレビ』に女子大生リポーターとして出演していた。横浜F・マリノスの専属チアリーダーであるトリコロール・ランサーズを取材したことや、放送中に特技のダンスを披露したことがある。『Oha!4 NEWS LIVE』出演初日にもダンスを披露した。
- 2008年、大学2年生のときに横浜ベイスターズ（現・横浜DeNAベイスターズ）専属のチアチーム・dianaに所属していた。
- 2009年4月より2011年3月まで日本テレビ早朝の番組『Oha!4 NEWS LIVE』に女子大生アシスタントとして出演していた。
- 上記の経歴もあってアナウンサー志望であったが、民放キー局の採用試験には不合格。2012年4月に小学館に入社し、『女性セブン』の編集業務に携わっていた[2]。
- 2013年12月に「職業は1つって、誰が決めたんだろう？」という素朴な疑問から小学館を退職し、タレント活動を再開。本人は「OLタレント」と称している。また、ソーシャルゲーム開発会社のグラニのPR担当としても活動[2]し、パラレルキャリアをスタートした。
- 2014年7月、グラニではアプリ・ゲーム業界誌『Grand Style』の編集長[3][4]。タレントとしてはソーシャルゲーム『神獄のヴァルハラゲート』のCMや、映画『あしたになれば。』、DJみそしるとMCごはん「ジャスタジスイ」のミュージック・ビデオ[5]などに出演。
- 2016年より、芸能プロダクションのサンズエンタテインメントに所属。
- 2017年には、女性向け美容動画マガジン『HowTwo』編集長に就任。
- 同年12月、「住む場所は1つって、誰が決めたんだろう？」という素朴な疑問からシンガポールへ移住。シンガポールと日本を行き来する複住生活をスタート。
- 2019年1月に住民票を日本へ戻し、フリーランスに転身（タレントとしてはサンズエンタテインメントに所属）。複数の企業の広報・PRを担当しながら、毎月海外を訪れる“月1海外生活”を実践。

## 出演

### テレビ番組
- みんなが出るテレビ（2007年8月 - 2008年3月、テレビ神奈川）
- Oha!4 NEWS LIVE（2009年4月2日 - 2011年3月28日、日テレNEWS24・日本テレビ）
- ノブナガ（2014年4月19日、CBCテレビ）
- ええじゃないか。（2015年5月18日、三重テレビ）
- 英語でマーケッツ！（2015年8月 - 、日経CNBC）
- SENSORS（2015年10月11日、日本テレビ）
- 恋んトス シーズン3（2016年1月 - 、TBS）
- 女流雀士 プロアマNo.1決定戦 てんパイクイーン シーズン1（2016年3月5日、テレ朝チャンネル2）
- 白熱ライブ ビビット（2016年5月 - 、TBS）
- キラキラKITCHEN（2016年7月 - 2017年2月、TOKYO MX）
- キスマイBUSAIKU!?（2016年8月・2017年3月、フジテレビ） - マイコ 役
- 橋本×羽鳥の番組（2016年8月、テレビ朝日）
- ご当地サタデー♪（J:COM）
- ビリヤード8（2016年9月15日、テレビ神奈川）
- LaLa Luxe（2016年12月21日、LaLa TV）
- あるある議事堂（2017年1月8日、テレビ朝日）
- ネプリーグ（2017年1月23日、フジテレビ）
- 賢者の選択 Leader（2018年 - 、BS12 トゥエルビ）
- news every.（2019年 - 、日本テレビ）

### 動画配信・インターネットテレビ
- ぶるぺん〜今まさに世に出ようとしている「あったまった人々」が登場!〜（2014年5月6日 、Ustream）
- 第1回ハンゲーム麻雀杯（2015年7月3日、麻雀スリアロチャンネル） - 優勝
- スリルな夜！（2016年5月31日、AbemaTV）
- フリースタイル雀ジョン（2016年10月、AbemaTV）
- RTDエキシビジョンマッチ2017新春女流戦（2017年1月、AbemaTV）

### ラジオ番組
- Xperia presents 吉田尚記 XYZ（2014年7月 - 、ニッポン放送・ニコニコ生放送）
- FM96.3 SMILE WAVE（2014年10月20日・2015年2月16日、シンガポール XFM）
- 松井太郎の週１副社長（2024年7月7日 - 2025年6月、エフエム山陰・LuckyFM茨城放送） - アシスタント[6][7][8]

### インターネットラジオ
- Tokyo Tech Street 〜Monday Gig〜（2016年2月 - 2016年11月、Rakuten.FM）

### 映画
- あしたになれば。（2015年2月、監督：三原光尋）

### ミュージックビデオ
- DJみそしるとMCごはん「ジャスタジスイ」（2015年）

### CM
- GREEソーシャルゲーム 神獄のヴァルハラゲート（2015年、グラニ） - 武田玲奈、鈴木友菜との共演
- au Xperia Z5（2016年3月、ソニーモバイル）

### 雑誌
- MADURO（2018年2月号、株式会社MADURO）
- 週刊プレイボーイ 巻頭グラビア（2014年4月14日、集英社）
- 週刊プレイボーイ No.17（2014年4月28日、集英社）
- MORE（2014年 - 、集英社）

### 写真集
- ＜デジタル週プレ写真集＞ 坪井安奈「アイドル顔負けの超絶美人。」（2014年6月13日、集英社）

## インタビュー
- 元・小学館の美人編集者、OLタレントの坪井安奈がアイドル顔負けの大胆グラビアに挑戦！（2014年4月15日、週プレNEWS）
- 美しすぎる編集者から“OLタレント”に転身　ゲーム会社PR坪井さんの野望（2014年4月22日、日経トレンディネット）
- 「OLタレント」グラニ・坪井安奈さんが、会社員とタレントの2つの顔を持つ理由（2015年3月20日、PR Table Blog）
- グラニ・坪井安奈さんは「OLタレント」として、どのように社名と自分の名前を広めているか （2015年3月25日、PR Table Blog）
- 新しい働き方 「OLタレント」ってなんだ？（2015年5月29日、exciteニュース）
- 一生に一回、芸能も雑誌編集も全力で。後悔せずにやり切る、OLタレントという選択。（2015年9月4日、another life.）
- 東京は飽きることのない最高の恋人。蒲田から始めた、タレント/OLの東京生活。（2016年4月9日、東京カレンダー）
- 仕事が1つじゃなきゃダメって、誰が決めたんだろう（2016年7月27日、Trigger）
- 大手出版社を辞めて、タレント兼編集者へ。坪井安奈さん「自分の選択を正解にできるかどうかは自分次第」（2019年12月20日、Paranavi）
- 坪井安奈さん「すべての仕事が遊びになって、すべての遊びが仕事になる」パラレルキャリアの考え方（2019年12月24日、Paranavi）
- 「何歳でも取り戻せるし、始められる」29歳でシンガポール移住を決めた坪井安奈さんの「出すぎた杭」の生き方（2019年12月25日、Paranavi）